# Controguerra
Controguerra község (comune) Olaszország Abruzzo régiójában, Teramo megyében.

## Fekvése
A megye északnyugati részén fekszik. Határai: Ancarano, Colonnella, Corropoli, Monsampolo del Tronto, Monteprandone, Nereto, Spinetoli és Torano Nuovo.

## Története
Első említése az 5. századból származik. Önálló községgé a 19. század elején vált, amikor a Nápolyi Királyságban felszámolták a feudalizmust.

## Népessége
A népesség számának alakulása:

## Főbb látnivalói
- San Francesco-templom
- Santa Maria delle Grazie-templom